# Gustave Adolphe Chassevent-Bacque
Gustave Adolphe Chassevent-Bacque, né à Paris le 5 février 1818 et mort dans la même ville le 5 février 1901, est un peintre français.

## Biographie

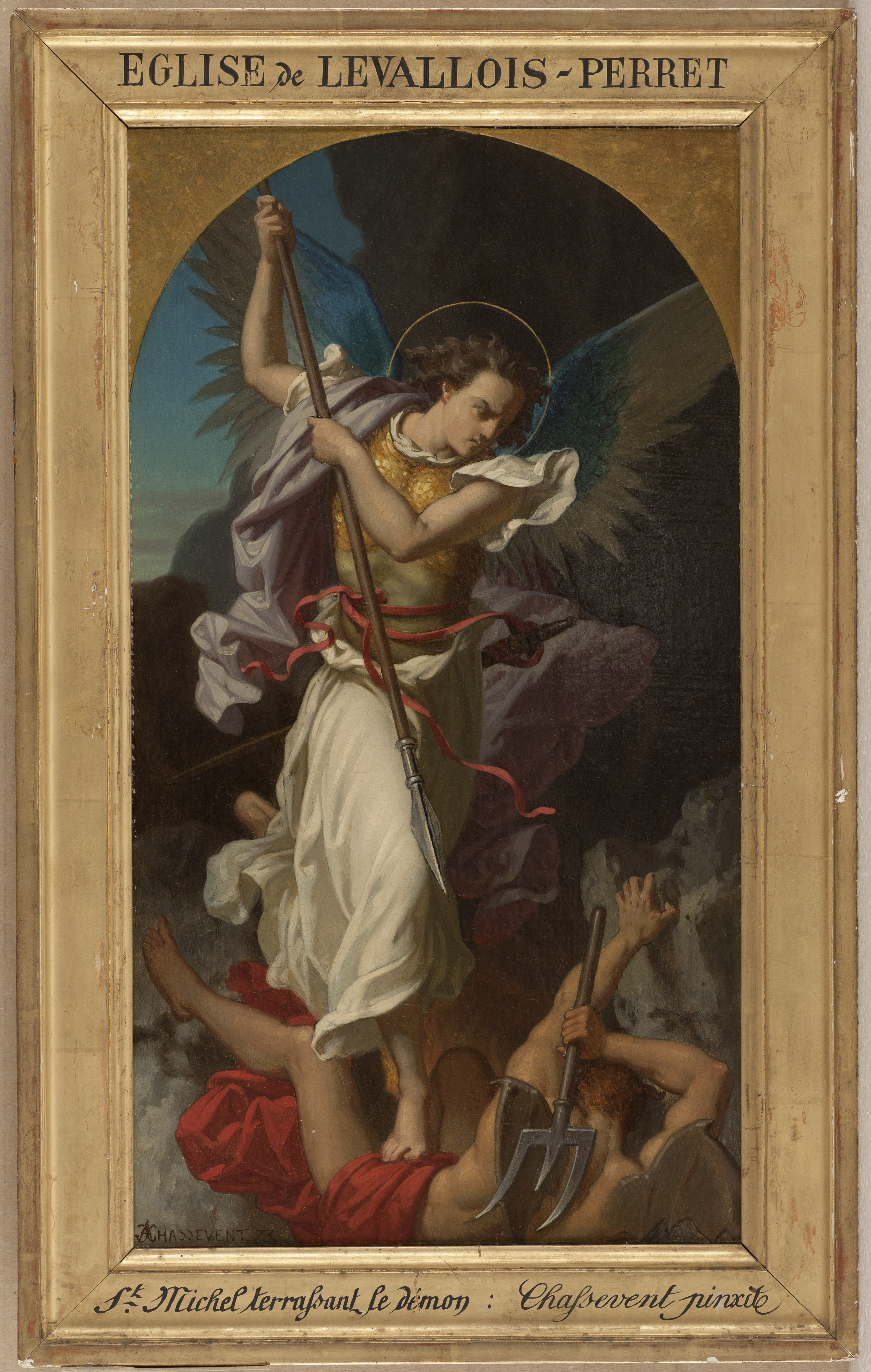
Esquisse pour l'église de Levallois-Perret : saint Michel terrassant le Démon, 1873, (Petit Palais, musée des Beaux-Arts de la ville de Paris

Gustave Adolphe Chassevent est le fils de Louis Guillaume Germain Chassevent et de Virginie Euphrasine Bacque.
Élève de Léon Cogniet aux Beaux-Arts de Paris, il débute au Salon en 1845.
Il épouse Honorine Marie Louise Marie. Leur fils Louis Chassevent sera également peintre.
Il meurt à son domicile parisien du boulevard Raspail le 5 février 1901.

## Distinction
- Officier de l'Instruction publique